# Арка Тиберия
Арка Тиберия (лат. Arcus Tiberius) — несохранившаяся триумфальная арка на Римском форуме, построенная в честь возвращения римских штандартов (Германиком в 15 или 16 году н. э.), потерянных в битве в Тевтобургском Лесу.
Арка располагалась между Храмом Сатурна и Базиликой Юлия. Она была посвящена Тиберию, так как в императорский период только император мог праздновать триумф, поэтому победа Германика была отмечена как триумф Тиберия. Очень мало известно об этом памятнике. Арка упоминается в литературных источниках, её изображение было высечено на рельефе триумфальной арки Константина I. Арка, вероятно, была однопролётной (как и более поздняя арка Тита) с колоннами коринфского ордера. Основание арки было найдено на форуме, но сейчас его не видно.